# Nólsoy

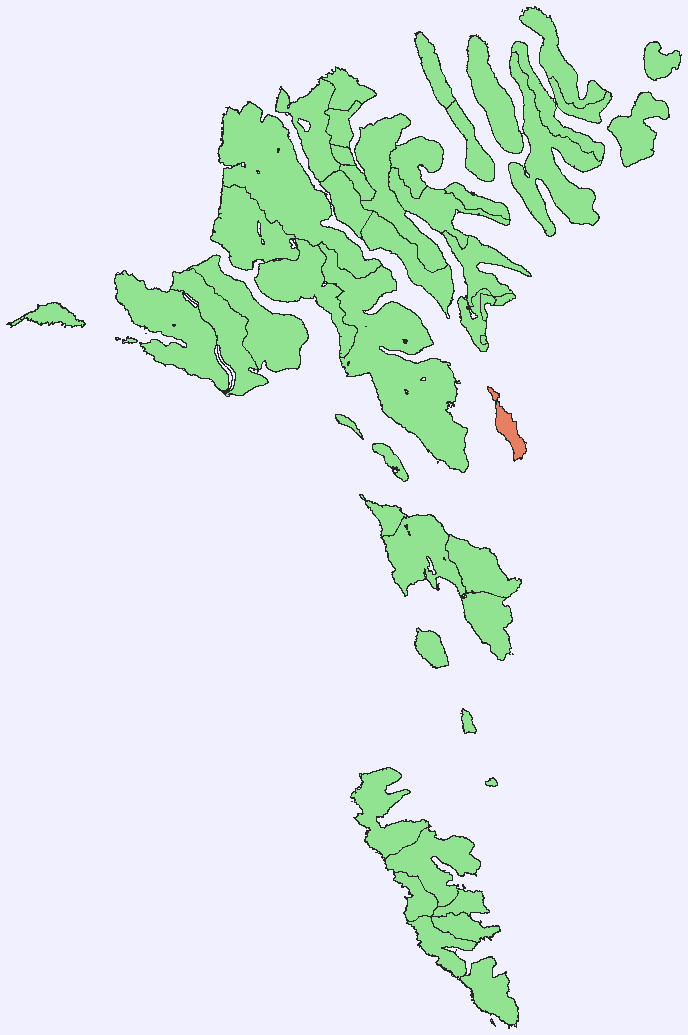
Vị trí đảo Nólsoy trên bản đồ Quần đảo Faroe.

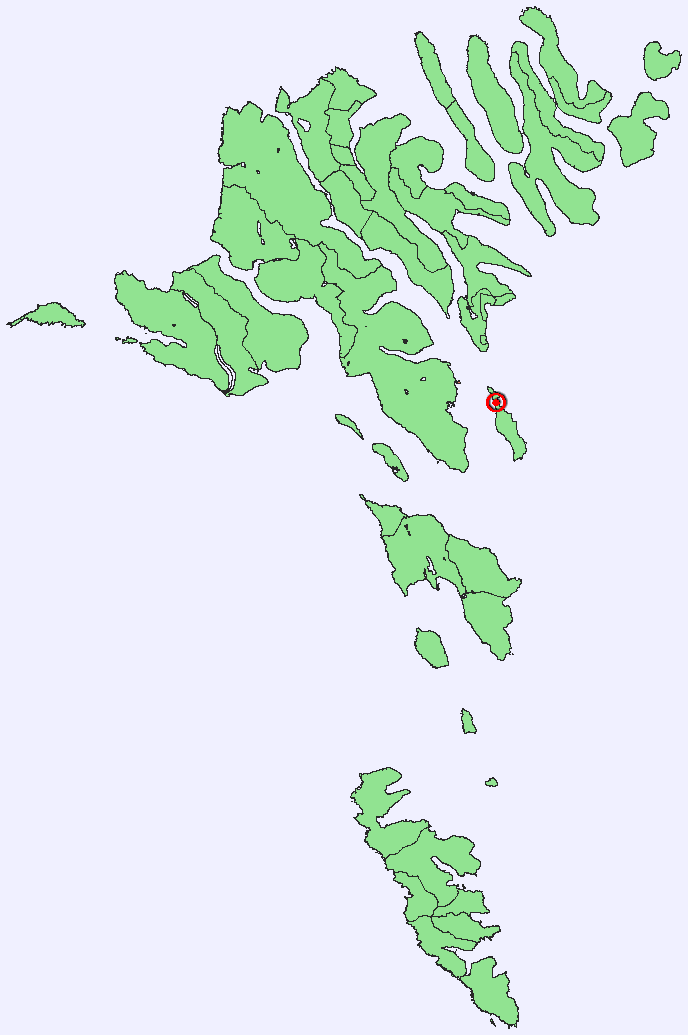
Vị trí làng Nólsoy
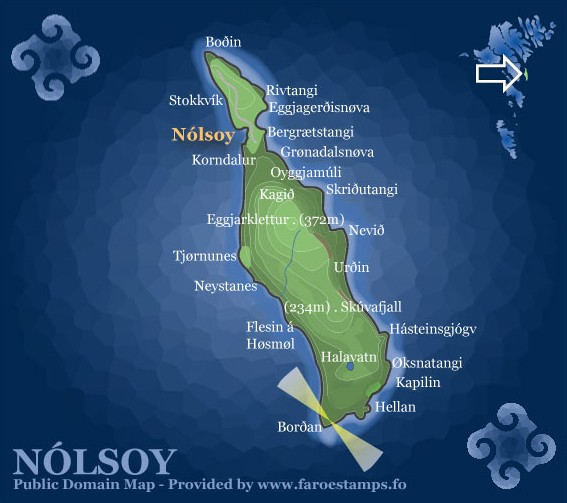
Nólsoy
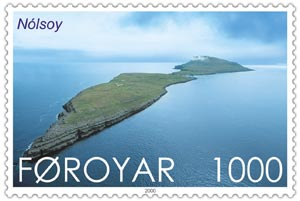
Nólsoy

Nólsoy là 1 đảo nhỏ của Quần đảo Faroe, nằm ở phía đông thành phố thủ phủ Tórshavn trên đảo Streymoy. Đảo có diện tích là 10,3 km², với 252 cư dân (năm 2006), cư ngụ trong 1 làng duy nhất, cùng mang tên Nólsoy ở bờ phía tây bắc. Có tuyến tàu phà từ Tórshavn tới làng Nólsoy, mất chừng 20 phút. Bờ phía nam có 2 mũi đất nhô ra biển là mũi Øknastangi ở phía đông nam và mũi Borðan ở phía nam. Trên mỗi mũi đất này đều có 1 tháp hải đăng. Đảo có 4 núi, trong đó ngọn núi cao nhất là Eggjarklettur (371 m). Hàng ngày có khoảng 40 người dân ở đảo Nólsoy sang Tórshavn làm việc. Trong những năm gần đây, nhiều gia đình trẻ từ Tórshavn đã dọn sang cư ngụ ở Nólsoy, vì nhà ở đây rẻ hơn và việc đi lại giữa 2 nơi cũng chỉ mất 20 phút thôi.
Hàng năm Nólsoy có 1 lễ hội gọi là Ovastevna vào đầu tháng 8. Lễ hội này được tổ chức để tưởng nhớ tới Ove Joensen, quê ở Nólsoy, người đã chèo thuyền của mình từ Quần đảo Faroe tới Đan Mạch trong năm 1986. Năm 1987 Ove Joesen chèo thuyền tới vịnh nhỏ Skálafjørður nơi ông ta bị rớt xuống biển và chết đuối.
Người được coi là anh hùng của quần đảo là Nólsoyar Páll, sinh tại Nólsoy. Hồi đầu thế kỷ 19 ông ta đã đấu tranh để chấm dứt chế độ Độc quyền thương mại hoàng gia tồn tại từ năm 1271 tới năm 1856. Nólsoyar Páll đã chở hàng hóa buôn bán gìữa Đan Mạch và Quần đảo Faroe trên tàu ‘Royndin Frida’ của mình.

## Nólsoy trên tem thư Faroe

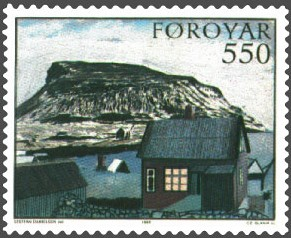
Ngày mùa đông Nghệ sĩ: Steffan Danielsen Phát hành: 3.6.1985 Khắc bản in: Czeslaw Slania
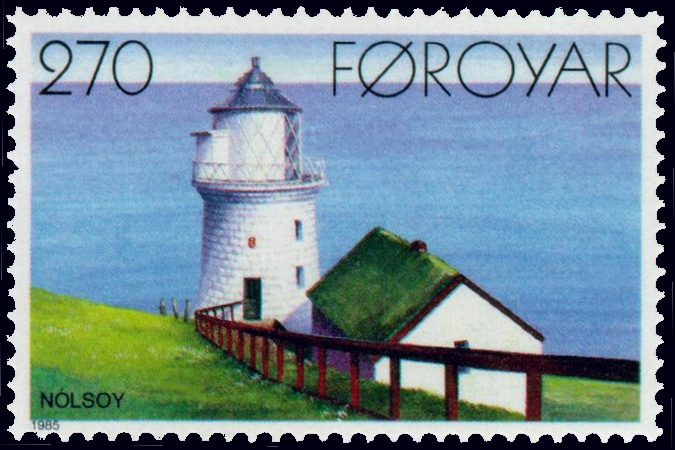
tháp hải đăng Borðan, Nólsoy 1893 Phát hành: 23.9.1985
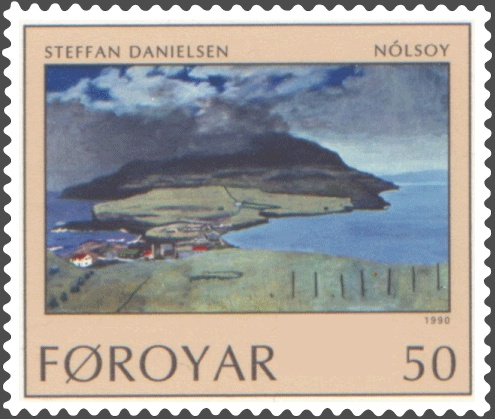
Nólsoy, Faroe Islands Nghệ sĩ: Steffan Danielsen Phát hành: 8.10.1990
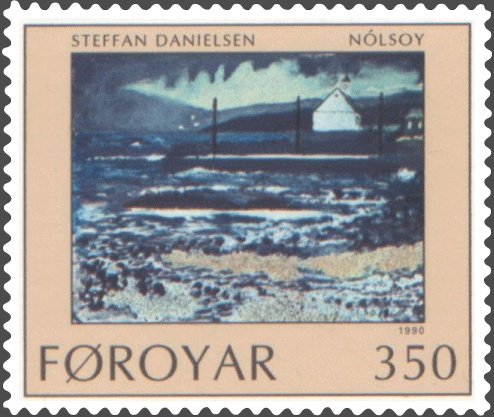
Nólsoy, Faroe Islands Artist:
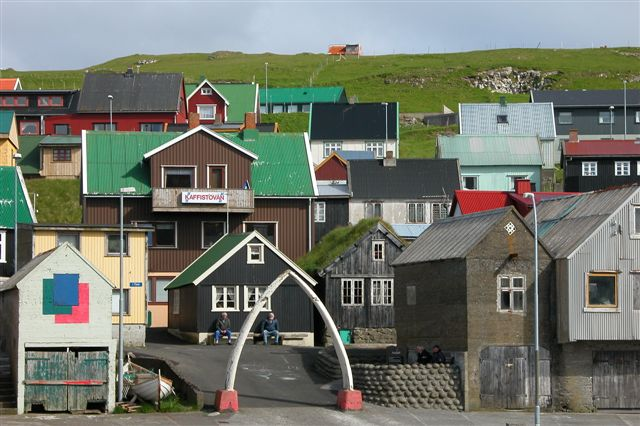
làng Nólsoy
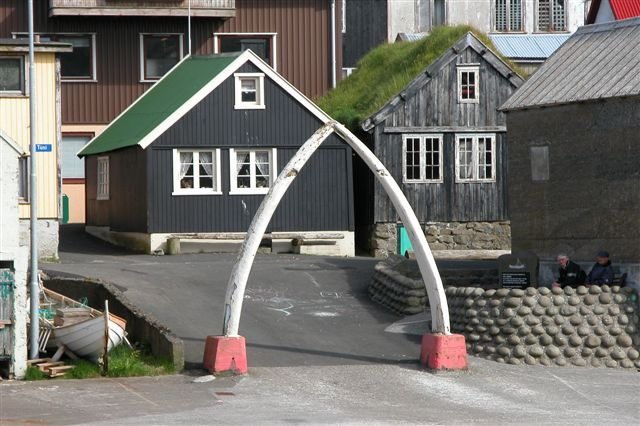
làng Nólsoy
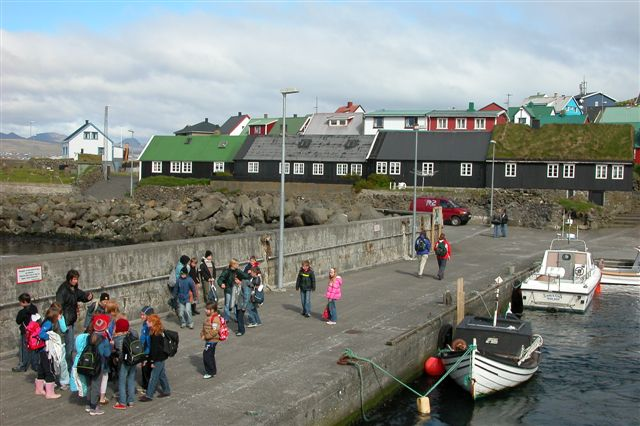
làng Nólsoy
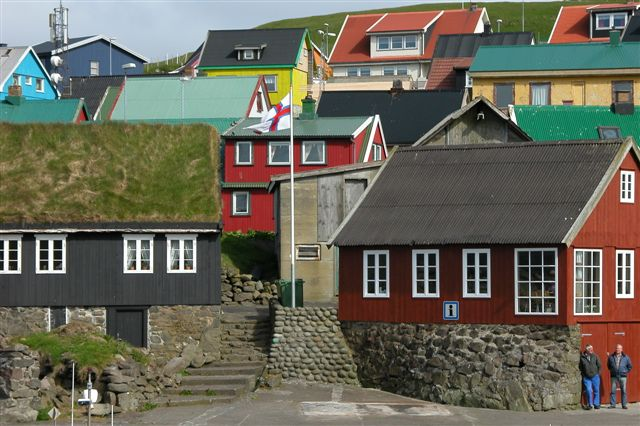
làng Nólsoy